# Dawn Penn
Dawn Penn née dans le quartier Dawn Pickering de Kingston  (Jamaïque) en 1952, est une chanteuse de reggae jamaïcaine.

## Biographie
Issue d'une famille de musiciens, Dawn commence sa carrière autour de 1966, avec l'enregistrement de quelques morceaux avec Prince Buster, qui passent alors inaperçus. 
Elle trouve rapidement le succès en 1967, avec le titre Rocksteady produit par Coxsone Dodd au Studio One : "You Don’t Love Me (No, No, No)", reprise d'un blues de Willie Cobbs ("You Don't Love Me" en 1961), inspiré de la chanson de Bo Diddley ("She's Fine, She's Mine» en 1955). Elle a également enregistré d'autres titres importants au Studio One comme "Broke My Heart» pour Bunny Lee.
En 1970, Penn quitte le monde de la musique et déménage aux îles Vierges. Néanmoins, en 1987, elle revient à la Jamaïque et à la musique.
Au cours de l'été 1992, elle est invitée sur scène pour l'anniversaire du Studio One, où elle interprète le single "You Don’t Love Me (No, No, No)" avec Steely & Clevie. Cette interprétation est un grand succès, et l'incite à réengistrer un album, qui un an plus tard, arrive en tête des charts aux États-Unis, en Europe et en Jamaïque. Cette version est depuis l'objet d'un grand nombre de reprises.
En 2001, Dawn Penn est honorée du « Martin Luther King Award » pour sa contribution à la popularisation de la musique jamaïcaine.

## Discographie

### Albums
- No, No, No (1994)
- Come Again (1996)

### Singles
- « You Don't Love Me (No, No, No) » (1967)
- « You Don't Love Me (No, No, No) » (1994)
- « Night & Day (Baby I Love You So) » (1994)
- « Growing Up » / « Be Gone »  (2004)